# 国立自動車博物館モノレール
国立自動車博物館モノレール（こくりつじどうしゃはくぶつかんモノレール、英: National Motor Museum Monorail）またはビューリー・モノレール（英: Beaulieu Monorail）は、イングランドハンプシャー州ビューリーの国立自動車博物館とパレス・ハウスを結んでいるモノレールである。
モノレール路線の一部は、乗客が上方から自動車コレクションの見学ができるように、博物館の建物内部を通っている。
元々はButlins・ホリデー・キャンプの一部であり、1974年にモノレールが現在の場所に移設されている。
モノレール車両は当初、流線形デザインであったが、乗客スペースをより多く確保するために改良されている。
当モノレールは、イングランドで最初のモノレールである。